# Euastrum lapponicum
Euastrum lapponicum là một loài Song tinh tảo trong họ Desmidiaceae, thuộc chi Euastrum.